# Aysha Akhtar
Aysha Akhtar   () és una neuròloga nord-americana, especialista en salut pública i ètica animal. Akhtar és cofundadora, directora general i presidenta del Centre de Ciències Contemporànies. És una veterana dels Estats Units.

## Biografia
Akhtar té un màster en salut pública i és graduada en neurologia i medicina preventiva. Va ser oficial mèdica de l'Oficina de Contraterrorisme i Amenaces Emergents de l'Administració d'Aliments i Medicaments i comandant del Servei de Salut Pública dels EUA. Anteriorment va ser directora adjunta del Programa de lesions cerebrals traumàtiques de l'exèrcit.
Akhtar és membre de l'Oxford Center for Animal Ethics i és editora consultora del Journal of Animal Ethics. És una defensora a llarg termini dels drets dels animals i va assistir a actes de protecció d'animals des de petita.
El 2019, Akhtar va ser autora de Our Symphony with Animals: On Health, Empathy, and Our Shared Destinies, que combina medicina, ciències socials i històries personals. El seu llibre planteja com l'empatia amb els animals afecta profundament la salut i el benestar dels humans. Akhtar argumenta que els animals són co-iguals, dignes de compassió i respecte. L'autora ha afirmat: "la meva missió és demostrar que tractar els animals amb amabilitat no només és bo per als animals, sinó també per a nosaltres".
Va ser ponent a The Rethinking Animals Summit i al DC VegFest el 2019.

## Vida personal
Aysha Akhtar està casada i viu a Maryland. És una pakistanesa nord-americana de primera generació i una artista contemporània. Akhtar és vegana.

## Publicacions destacades
- Animals and Public Health: Why Treating Animals Better is Critical to Human Welfare (Palgrave Macmillan, 2012)[11]
- The Need to Include Animal Protection in Public Health Policies (Journal of Public Health Policy, 2013)
- The Flaws and Human Harms of Animal Experimentation (Cambridge Quarterly of Healthcare Ethics, 2015)
- Our Symphony with Animals: On Health, Empathy, and Our Shared Destinies (Pegasus Books, 2019)ISBN 978-1-64313-070-5[12]